# الأنهار الجليدية على المريخ

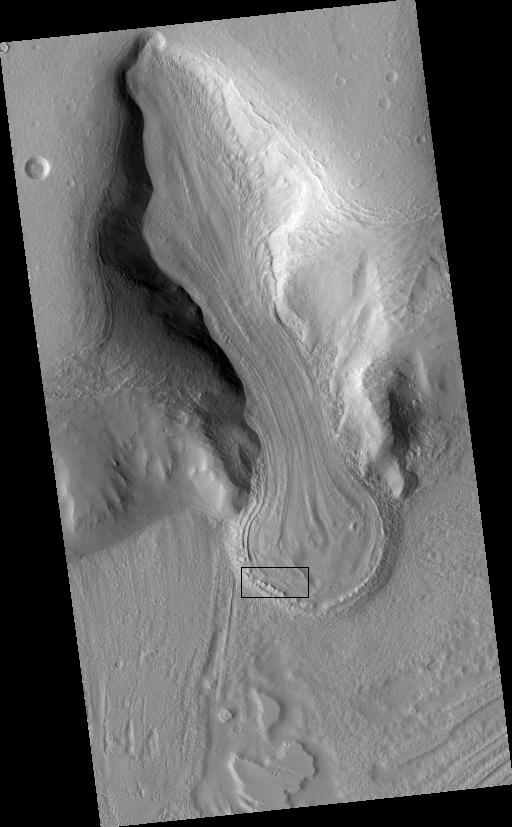
نهر جليدي على المريخ ينساب من أعلى الوادي لأسفله.

يُعتقد أن الأنهار الجليدية، التي تُعرف بشكل عام على أنها بقع من الجليد المتدفق حاليًا أو مؤخرًا، موجودة عبر مناطق كبيرة لكن محدودة على سطح المريخ الحديث، ويُستدل على أنها كانت موزعةً على نطاق واسع في الماضي. تُعتبر السمات المحدبة الفصية على سطح المريخ المعروفة باسم ميزات التدفق اللزج ومناطق الحطام الفصية، التي تتميز بخصائص التدفق غير النيوتوني، أنهارًا جليدية حقيقية.
مع ذلك، فُسرت مجموعة متنوعة من الميزات الأخرى على السطح على أنها مرتبطة ارتباطًا مباشرًا بالجليد المتدفق، مثل التضاريس المتعرجة وملء الوادي الخطي وملء الفوهات ذات المركز المشترك والتلال المقوسة. يُعتقد أيضًا أن مجموعة متنوعة من التراكيب السطحية التي تظهر في صور خطوط العرض الوسطى والمناطق القطبية مرتبطة بتسامي جليد الأنهار الجليدية.
اليوم، تقتصر السمات التي تُعتبر أنهارًا جليدية إلى حد كبير على خطوط العرض القطبية عند خط عرض 30 درجة تقريبًا. عُثر على تركيزات معينة في خرائط اسمنيوس لاكوس رباعية الزوايا. بناءً على النماذج الحالية للغلاف الجوي المريخي، لا ينبغي أن يكون الجليد مستقرًا إذا تعرض لأشعة الشمس في خطوط العرض الوسطى للمريخ. لذلك يُعتقد أن معظم الأنهار الجليدية مُغطاة بطبقة من الأنقاض أو الغبار تمنع انتقال بخار الماء من الجليد المتسامي إلى الهواء. يشير هذا أيضًا إلى أنه في الماضي الجيولوجي الحديث، كان مناخ المريخ مختلفًا للسماح للأنهار الجليدية بالنمو بثبات عند خطوط العرض هذه. هذا يقدم دليلًا جيدًا ومستقلًا على أن ميل المريخ المحوري قد تغير بدرجة كبيرة في الماضي، كما يتضح في نماذج مدار المريخ. تَظهر الأدلة على نشوء أنهار جليدية أيضًا على قمم العديد من براكين المريخ في المناطق المدارية.
مثل الأنهار الجليدية على الأرض، لا تتكون الأنهار الجليدية على المريخ من جليد مائي نقي. يُعتقد أن العديد منها تحتوي على نسب كبيرة من الحطام الصخري، ومن الأنسب وصف عدد كبير منها على أنها أنهار جليدية صخرية. لسنوات عديدة، على الأغلب بسبب عدم الاستقرار النموذجي للجليد المائي في خطوط العرض الوسطى حيث تتركز الأنهار الجليدية المفترضة، اعتبرت جميع الأنهار الجليدية المريخية تقريبًا أنهارًا جليدية صخرية. مع ذلك، أكدت عمليات الرصد المباشرة الحديثة باستخدام أداة رادار شارد على مركبة مارس ريكونيسانس أوربيتر أن بعض الميزات على الأقل هي جليد نقي نسبيًا، وبالتالي تُعتبر أنهار جليدية حقيقية. ادعى بعض العلماء أيضًا تكون أنهار جليدية من ثاني أكسيد الكربون الصلب على المريخ في ظل ظروف معينة نادرة.
تبدو بعض التضاريس الطبيعية على المريخ مثل الأنهار الجليدية المنبثقة من الوديان الجبلية على الأرض. يبدو أن بعضها يحتوي على مركز مجوف، ويبدو وكأنها أنهار جليدية بعد اختفاء كل الجليد تقريبًا. وُصفت هذه الأنهار الجليدية الألبية المفترضة بأنها أشكال مشابهة للأنهار الجليدية (جي إل إف) أو تدفقات مشابهة للأنهار الجليدية (جي إل إف). الأشكال المشابهة للأنهار الجليدية هي مصطلح لاحق وربما أكثر دقة لأننا لا نستطيع التأكد من أن هذه الهياكل قيد الحركة حاليًا.

## دراسات الرادار
أظهرت دراسات رادار شارد على متن مركبة مارس ريكونيسانس أوربيتر أن مآزر الحطام الفصية وملء الوادي الخطي تحتوي على جليد مائي نقي مغطى بطبقة رقيقة من الصخور العازلة للجليد. عُثر على الجليد في كل من نصف الكرة الجنوبي وفي نصف الكرة الشمالي. جمع الباحثون في معهد نيلز بور بين الملاحظات الرادارية ونماذج تدفق الجليد واستنتجوا إن الجليد في جميع الأنهار الجليدية المريخية يمكن أن يغطي سطح المريخ بأكمله بطبقة بسمك 1.1 متر من الجليد. تشير حقيقة أن الجليد لا يزال موجودًا إلى وجود طبقة سميكة من الغبار الذي يحمي الجليد؛ إن الظروف الجوية الحالية على المريخ تؤدي لتسامي أي جليد مائي مكشوف.

## التغيرات المناخية
يُعتقد أن الجليد تراكم عندما كان الميل مريخ المداري مختلفًا تمامًا هما هو حاليًا (يتذبذب محور دوران الكوكب بدرجة كبيرة، ما يعني أن زاويته تتغير بمرور الوقت). قبل بضعة ملايين السنين، كان ميل محور المريخ 45 درجة بدلًا من 25 درجة حاليًا. يختلف ميل المريخ، الذي يُطلق عليه أيضًا اسم الانحراف، اختلافًا كبيرًا لأن قمريه الصغيرين لا يستطيعان المحافظة على استقراره مثل قمرنا.
يُعتقد أن العديد من الميزات على سطح المريخ، وخاصة في خرائط اسمنيوس لاكوس رباعية الزوايا، تحتوي على كميات كبيرة من الجليد. يشمل النموذج الأكثر شيوعًا لأصل الجليد حدوث تغير مناخي نتج عن تغيرات كبيرة في ميل محور دوران المريخ. في بعض الأحيان كان الميل أكبر من 80 درجة. تفسر التغييرات الكبيرة في الميل العديد من السمات الغنية بالجليد على المريخ.
أظهرت الدراسات أنه عندما يصل ميل المريخ إلى 45 درجة ابتداءً من الـ25 درجة الحالية، فإن الجليد لن يعودا مستقرًا عند القطبين. بالإضافة إلى ذلك، عند هذا الميل العالي، تتسامى مخازن ثاني أكسيد الكربون الصلب (الجليد الجاف)، ما يؤدي إلى زيادة الضغط الجوي. يسمح هذا الضغط المتزايد بحبس المزيد من الغبار في الغلاف الجوي. ستهطل رطوبة الغلاف الجوي بعد ذلك على شكل ثلوج أو جليد متجمد على حبيبات الغبار. تشير الحسابات إلى أن هذه المادة ستتركز على خطوط العرض الوسطى. تتنبأ النماذج العامة لدوران غلاف المريخ الجوي بتراكم الغبار الغني بالجليد في نفس المناطق التي توجد فيها الميزات الغنية بالجليد. عندما يبدأ بالانخفاض مرة أخرى، سيتسامى الجليد (أي يتحول من الحالة الصلبة إلى الغازية مباشرةً) تاركًا وراءه طبقة من الغبار. ستغطي هذه الرواسب المواد السفلية، لذلك مع ارتفاع الميل كل مرة، ستترسب طبقة وشاح غنية بالجليد. على الأرجح، تمثل طبقة الوشاح السطحي الملساء مادة حديثة نسبيًا فقط.